# عبد الكريم الطبال
عبد الكريم الطبال، (ولد سنة 1931 بمدينة شفشاون).شاعر مغربي يعتبر من المؤسسين للحداثة الشعرية في المغرب. حازعلى جائزة المغرب للكتاب مرتين سنة 1994 و2016.

## مسيرته
درس بالقرويين ثم التحق بالمعهد العالي لتطوان. حصل على الإجازة في الدراسات الإسلامية. اشتغل بالتعليم الثانوي قبل أن يتقاعد. 
بدأ نشر قصائده في مجلة الأنيس سنة 1954. بعد عودته إلى شفشاون سنة 1957 أسسّ رفقة عدد من الكتّاب والشعراء جمعية «أصدقاء المعتمد» التي ساهمت في إحياء الشأن الثقافي في مدينة شفشاون فنظمت مهرجان «أبو القاسم الشابي» للشعر وفي السنة التي تلتها مهرجان «لسان الدين ابن الخطيب» للشعر.
كما أسس أيضا مجلة الشراع التي توقف طبعها سنة 1965 كما كان أيضا من المساهمين في تأسيس مهرجان شفشاون الشعري والتحق باتحاد كتاب المغرب وذلك سنة 1968. نشر عبد الكريم طبال قصائده بعدة صحف ومجلات نذكر منها:
العلم، الاتحاد الاشتراكي، الأنيس، آفاق، دعوة الحق، البديل، الثقافة المغربية، المعرفة، الآداب…

## جوائزه
من أهم جوائزه 
- جائزة المغرب للكتاب عن ديوانه «عابر سبيل» سنة 1994
- جائزة ابن الخطيب مرتين من بلدية مونيكار الإسبانية سنتي 1993 و2001
- جائزة تشيكايا أوتامسي عن مجموع أعماله في مهرجان أصيلة عام 2004
- جائزة المغرب للكتاب عن ديوانه «نمنمات» سنة 2016
- جائزة الأمير عبدالله الفيصل للشعر العربي في موسمها الخامس عام 2024 في فئة "التجربة الشعرية"[8]

## أعماله الشعرية
ومن بين أعماله الشعرية 
- الطريق إلى الإنسان (1971) – منشورات أصدقاء المعتمد – مطبعة كريماديس – تطوان
- الأشياء المنكسرة (1974) – دار النشر المغربية – البيضاء
- البستان (1988) – مطبوعات طنجة – طنجة
- عابر سبيل (1993) – منشورات المجلس البلدي – شفشاون
- آخر المساء (1994 – مكتبة النهج – شفشاون
- شجر البياض (1995) – أمزيل نيكوس – شفشاون
- القبض على الماء (1996) – البوكيلي للطباعة – القنيطرة
- لوحات مائية (1997) – مطبعة أمزيل نيكوس – شفشاون
- كتاب العناية (1997) – مجلة المشكاة – وجدة – عدد 26 – السنة 26 – 1997 – من الصفحة 95 إلى الصفحة 121
- بعد الجلبة (1998) – سلسلة شراع – رقم 2 – طنجة – دار النشر المغربية
- على عتبة البحر (2000) – دار البوكيلي – القنيطرة
- سيرة الصبا، 2000
- في قارب واحد – الطبعة الأولى.
- أيها البراق – الطبعة الأولى، منشورات سليكي إخوان.
- فراشات هاربة، سيرة ذاتية، الطبعة الأولى (2007)، منشورات اتحاد كتاب المغرب.
- مرآة تحكي، 2007، سليكي أخوين
- موال أندلسي، 2007، طنجة الأدبية
- كتاب السيرة الذاتية “ أوراق الرماد”- الطبعة الأولى، منشورات اتحاد كتاب المغرب
- من كتاب الرمل، 2011، بيت الشعر
- نمنمات، منشورات دار الحكمة تطوان الطبعة الأولى 2015،
- في حضرة مولانا منشورات دار الحكمة تطوان الطبعة الأولى 2018
- لا ترفعوا المناديل (باب البحر)، 2021، مقاربات
- الوردة فوق الأرض، 2021، سليكي أخوين

## وصلات خارجية
- عبد الكريم الطبال على موقع أرشيف الشارخ.
- لقراءة قصائد للشاعر عبد الكريم الطبال
- قصيدة أشخاص في العدد الأول من مجلة رسائل الشعر